# This Way Up Tour
Die This Way Up Tour war eine weltweite Konzerttournee des britischen Singer-Songwriters und Rock-Musikers Peter Gabriel. Mit ihr bewarb er sein fünftes Solo-Album So (1986). Bedingt durch den weltweit großen Erfolg dieses Albums gab Gabriel erstmals Konzerte in größeren Arenen und sogar Open-Air-Shows in Stadien.

## Hintergrund
Peter Gabriel begann seine This Way Up Tour am 4. November 1986 in Poughkeepsie und beendete sie am 9. Oktober 1987 in dem Amphitheater auf dem Lykabettus in Athen. Die Tournee, die ihn und seine Begleitmusiker jeweils zweimal durch Nordamerika und Europa führte, war seine bis dato aufwändigste Produktion überhaupt und fiel unter anderem wegen eines zu diesem Zeitpunkt völlig neuartigen Lichtdesigns auf. Anders jedoch als seine ehemaligen Musikerkollegen von der Band Genesis, die mit ihrer Invisible Touch Tour zur selben Zeit auf Konzertreise waren, setzte Gabriel nur auf sparsames und akzentuiertes Licht. Besonderer Blickfang der Bühnenbeleuchtung waren vier hydraulisch betriebene, an Schwanenhälse oder eine hydraähnliche Schlange mit vier Köpfen erinnernde Lichtkräne, die sich synchron oder unabhängig voneinander in Bewegung setzten und dabei und auf- und niedersanken oder Peter Gabriel umkreisten, während er sang, so beispielsweise bei den Aufführungen von No Self Control oder Mercy Street.
Da Gabriel auf dieser Tournee noch auf Sängerinnen für den Begleitgesang oder Duette verzichtete, führte er die auf dem Album So als Mann/Frau-Duett konzipierten Songs Don’t Give Up und This is the Picture (Excellent Birds) bei fast allen Konzerten als Soloversionen auf, wodurch die Lieder nach Ansicht der Konzertkritiker und Zuschauer etwas von ihrer Magie einbüßten. Ausnahmen bildeten hier die Shows in New York City und London, bei denen ihn seine vom Album bekannten Duettpartnerinnen Laurie Anderson (New York) und Kate Bush (London) bei diesen Stücken gesanglich unterstützten. Einen weiteren Gastauftritt in London gab es am 27. Juni 1987 von Daniel Lanois an der Gitarre.
Peter Gabriel hatte zwar im Gegensatz zu seiner letzten Tournee 1983 auf das auffällige Make-up verzichtet und verwendete nur noch etwas Kajalstift zur Betonung der Augen, aber viele Elemente der vorigen Tournee hatte er in die This Way Up Tour herübergerettet und sogar noch weiter ausgebaut: die Bühne aus ansteigenden Sechsecken, sowie Theatralik, Gestik und Choreographie, David Sancious „Dancing by intuition“ nannte, Dramaturgie, das Stage Diving in das Publikum. Das war nichts Neues für die alten Gabriel-Fans, aber völlig neu für die vielen Neulinge, die durch die Hit-Erfolge wie Sledgehammer bei Gabriels Konzerten neu hinzukamen. Während dessen Publikum früher nach Aussage von David Rhodes aus „Jeanstypen und Intellektuellen“ bestanden hatte, so war es bei dieser Tournee jetzt jünger und hatte einen deutlich höheren Frauenanteil.
Erstmals nicht bei einer Peter Gabriel-Tournee anwesend waren dessen langjährige Begleitmusiker Jerry Marotta und Larry Fast. Da Gabriel mit So einen Stilwechsel von New Wave und Industrial zu Funk- und Soul-beeinflussten Uptempo-Songs vollzogen hatte, waren Marotta und Fast auf diesem Album nur noch sporadisch vertreten und zunehmend durch David Sancious an der Gitarre und Manu Katché an Schlagzeug und Perkussion (laut Gabriel die „farbenfroheren Musiker“) verdrängt worden. Gabriel hatte außerdem in der Zwischenzeit viel über die Nutzung von Synthesizern gelernt, so dass er begann, sich von Larry Fast unabhängig zu machen. Dieser Wechsel wurde nicht eben zur Freude von Marotta und Fast vollzogen, ihrer Meinung nach schlug Gabriel mit diesem Stilwechsel den falschen Weg ein.
Im Vorprogramm der Konzerte spielte der senegalesische Sänger Youssou N’Dour mit seiner Gruppe Le Super Étoile de Dakar. Im Laufe des Hauptauftritts von Peter Gabriel kam N’Dour zu ihm als Gast auf die Bühne, um ihn wie bereits auf So im Lied In Your Eyes gesanglich zu begleiten. Im zweiten Teil der Tournee 1987 traten in Kopenhagen, Oslo, Bochum und Offenbach außerdem noch Little Steven, in Bochum und Offenbach und evtentuell auch in anderen Städten zusätzlich Working Week im Vorprogramm auf.

## Veröffentlichung
Die Abschlusskonzerte in Athen zwischen dem 5. und 9. Oktober 1987 wurden gefilmt und erschienen erstmals 1990 auf dem Film auf Video PoV von Martin Scorsese, das jedoch weniger als Konzertfilm, sondern eher als Tournee-Dokumentation konzipiert war. Erst im September 2013 wurde ein vollständiger Konzertfilm dieser Auftritte unter dem Titel Live in Athens 1987 auf DVD und BluRay veröffentlicht. Der Soundtrack dieses Konzertfilms erschien schließlich am 16. Oktober 2020 auf CD und Vinyl, ebenfalls unter dem Titel Live in Athens 1987. Das Set von Youssou N’Dour und Le Super Étoile de Dakar, was diese 1987 als Vorgruppe gespielt hatten, war auf der DVD bzw. Blu-ray ebenfalls enthalten. Unter dem Namen Fatteliku: Live in Athens 1987 wurde es am 15. Oktober 2015 als eigenständiges Audio-Album veröffentlicht. Zusätzlich zu dem Set von Youssou N’Dour & Le Super Étoile de Dakar wurde noch das am Ende der Konzerte von Peter Gabriel gemeinsam gespielte In Your Eyes in das Album aufgenommen.

## Setlist
Auf der This Way Up Tour umfasste die Setlist neues Material aus seinem Album So und weiteres Material aus seinem Repertoire. Ursprünglich waren für diese Tournee neben den genannten Titeln auch die Lieder I Don’t Remember, I Go Swimming, Across The River und The Rhythm of the Heat geprobt worden.

### Setlist 1986
1. Intro (Floating Dogs)
2. San Jacinto
3. Red Rain
4. Shock the Monkey
5. Family Snapshot
6. Not One of Us (selten)
7. I Have the Touch (nicht immer)
8. No Self Control
9. Mercy Street
10. This is the Picture (Excellent Birds) (im Madison Square Garden in New York mit Laurie Anderson)
11. The Family and the Fishing Net
12. Don’t Give Up
13. Big Time
14. Lay Your Hands on Me
15. Sledgehammer
16. Solsbury Hill (selten)
17. Here Comes the Flood
18. In Your Eyes
19. Biko

### Setlist 1987
1. Intro (Floating Dogs)
2. This Is The Picture (Excellent Birds)
3. San Jacinto
4. Red Rain (nicht in Athen)
5. Shock the Monkey
6. Family Snapshot oder Not One of Us (selten, hauptsächlich in Nordamerika)
7. The Family and the Fishing Net oder Intruder
8. Games Without Frontiers
9. No Self Control
10. Mercy Street
11. Big Time
12. Don’t Give Up (im Earl’s Court in London mit Kate Bush)
13. Solsbury Hill
14. Lay Your Hands on Me
15. Sledgehammer
16. Here Comes the Flood oder Jetzt kommt die Flut (bei Konzerten an deutschsprachigen Veranstaltungsorten)
17. In Your Eyes
18. Biko

## Musiker
- Peter Gabriel: Hauptgesang, Keyboards, Perkussion
- Manu Katché: Schlagzeug
- Tony Levin: Bassgitarre, zusätzliche Keyboards, Begleitgesang
- David Rhodes: Gitarre, Hintergrundgesang
- David Sancious: Keyboards

## Tourdaten
| Nr.                 | Datum               | Stadt               | Land                | Veranstaltungsort                          | Anmerkungen              |
| Leg 1 – Nordamerika | Leg 1 – Nordamerika | Leg 1 – Nordamerika | Leg 1 – Nordamerika | Leg 1 – Nordamerika                        | Leg 1 – Nordamerika      |
| ------------------- | ------------------- | ------------------- | ------------------- | ------------------------------------------ | ------------------------ |
| 1                   | 4. November 1986    | Poughkeepsie        | Vereinigte Staaten  | Mid-Hudson Civic Center                    |                          |
| 2                   | 7. November 1986    | Rochester           | Vereinigte Staaten  | Community War Memorial                     |                          |
| 3                   | 8. November 1986    | Pittsburgh          | Vereinigte Staaten  | Civic Arena                                |                          |
| 4                   | 9. November 1986    | Syracuse            | Vereinigte Staaten  | Onondaga War Memorial Auditorium           |                          |
| 5                   | 11. November 1986   | Landover            | Vereinigte Staaten  | Capital Center                             |                          |
| 6                   | 12. November 1986   | New Haven           | Vereinigte Staaten  | Veterans Memorial Coliseum                 |                          |
| 7                   | 14. November 1986   | Cincinnati          | Vereinigte Staaten  | Cincinnati Gardens                         |                          |
| 8                   | 15. November 1986   | Champaign           | Vereinigte Staaten  | UIUC Assembly Hall                         |                          |
| 9                   | 17. November 1986   | Detroit             | Vereinigte Staaten  | Joe Louis Arena                            |                          |
| 10                  | 18. November 1986   | Richfield           | Vereinigte Staaten  | Coliseum                                   |                          |
| 11                  | 19. November 1986   | Amherst             | Vereinigte Staaten  | Alumni Arena                               |                          |
| 12                  | 21. November 1986   | Worcester           | Vereinigte Staaten  | Centrum Center                             |                          |
| 13                  | 22. November 1986   | Worcester           | Vereinigte Staaten  | Centrum Center                             |                          |
| 14                  | 24. November 1986   | Ottawa              | Kanada              | Civic Centre                               |                          |
| 15                  | 25. November 1986   | Montréal            | Kanada              | Forum                                      |                          |
| 16                  | 26. November 1986   | Toronto             | Kanada              | Maple Leaf Gardens                         |                          |
| 17                  | 27. November 1986   | Toronto             | Kanada              | Maple Leaf Gardens                         |                          |
| 18                  | 29. November 1986   | Philadelphia        | Vereinigte Staaten  | Spectrum                                   |                          |
| 19                  | 30. November 1986   | Philadelphia        | Vereinigte Staaten  | Spectrum                                   |                          |
| 20                  | 1. Dezember 1986    | New York City       | Vereinigte Staaten  | Madison Square Garden                      |                          |
| 21                  | 2. Dezember 1986    | New York City       | Vereinigte Staaten  | Madison Square Garden                      |                          |
| 22                  | 4. Dezember 1986    | Rosemont            | Vereinigte Staaten  | Rosemont Horizon                           |                          |
| 23                  | 5. Dezember 1986    | Rosemont            | Vereinigte Staaten  | Rosemont Horizon                           |                          |
| 24                  | 7. Dezember 1986    | Houston             | Vereinigte Staaten  | The Summit                                 |                          |
| 25                  | 8. Dezember 1986    | Dallas              | Vereinigte Staaten  | Reunion Arena                              |                          |
| 26                  | 9. Dezember 1986    | Austin              | Vereinigte Staaten  | Frank Erwin Center                         |                          |
| 27                  | 12. Dezember 1986   | Oakland             | Vereinigte Staaten  | Coliseum Arena                             |                          |
| 28                  | 13. Dezember 1986   | Oakland             | Vereinigte Staaten  | Coliseum Arena                             |                          |
| 29                  | 15. Dezember 1986   | Inglewood           | Vereinigte Staaten  | The Forum                                  |                          |
| 30                  | 16. Dezember 1986   | Inglewood           | Vereinigte Staaten  | The Forum                                  |                          |
| Leg 2 – Europa      |                     |                     |                     |                                            |                          |
| 31                  | 1. Juni 1987        | Clermont-Ferrand    | Frankreich          | Maison des Sports                          |                          |
| 32                  | 2. Juni 1987        | Bordeaux            | Frankreich          | Patinoire de Mériadeck                     |                          |
| 33                  | 3. Juni 1987        | Nantes              | Frankreich          | Parc des Expositions de la Beaujoire       |                          |
| 34                  | 5. Juni 1987        | Paris               | Frankreich          | Palais Omnisport de Bercy                  |                          |
| 35                  | 6. Juni 1987        | Paris               | Frankreich          | Palais Omnisport de Bercy                  |                          |
| 36                  | 7. Juni 1987        | Paris               | Frankreich          | Palais Omnisport de Bercy                  |                          |
| 37                  | 10. Juni 1987       | Mailand             | Italien             | Palatrussardi                              |                          |
| 38                  | 12. Juni 1987       | Bologna             | Italien             | PalaDozza                                  |                          |
| 39                  | 13. Juni 1987       | Rom                 | Italien             | PalaEUR                                    |                          |
| 40                  | 15. Juni 1987       | München             | Deutschland         | Olympiahalle                               |                          |
| 41                  | 16. Juni 1987       | Stuttgart           | Deutschland         | Schleyerhalle                              |                          |
| 42                  | 17. Juni 1987       | Nürnberg            | Deutschland         | Frankenhalle                               |                          |
| 43                  | 19. Juni 1987       | Köln                | Deutschland         | Sporthalle                                 |                          |
| 44                  | 20. Juni 1987       | Hamburg             | Deutschland         | Alsterdorfer Sporthalle                    |                          |
| 45                  | 21. Juni 1987       | Bremen              | Deutschland         | Stadthalle                                 |                          |
| 46                  | 23. Juni 1987       | Glasgow             | Schottland          | SECC                                       |                          |
| 47                  | 25. Juni 1987       | London              | England             | Earls Court                                |                          |
| 48                  | 26. Juni 1987       | London              | England             | Earls Court                                |                          |
| 49                  | 27. Juni 1987       | London              | England             | Earls Court                                |                          |
| 50                  | 28. Juni 1987       | London              | England             | Earls Court                                |                          |
| 51                  | 30. Juni 1987       | Birmingham          | England             | National Exhibition Centre                 |                          |
| 52                  | 1. Juli 1987        | Birmingham          | England             | National Exhibition Centre                 |                          |
| 53                  | 2. Juli 1987        | Birmingham          | England             | National Exhibition Centre                 |                          |
| 54                  | 4. Juli 1987        | Torhout             | Belgien             | Achiel Eeckloo Rockweide                   | Rock Torhout             |
| 55                  | 5. Juli 1987        | Werchter            | Belgien             | Festivalweide                              | Rock Werchter            |
| Leg 3 – Nordamerika |                     |                     |                     |                                            |                          |
| 56                  | 10. Juli 1987       | Ottawa              | Kanada              | Landsdowne Park                            |                          |
| 57                  | 11. Juli 1987       | Toronto             | Kanada              | Exhibition Stadium                         |                          |
| 58                  | 12. Juli 1987       | Montréal            | Kanada              | Forum                                      |                          |
| 59                  | 13. Juli 1987       | Montréal            | Kanada              | Forum                                      |                          |
| 60                  | 15. Juli 1987       | Mansfield           | Vereinigte Staaten  | Great Woods Center for the Performing Arts |                          |
| 61                  | 16. Juli 1987       | Mansfield           | Vereinigte Staaten  | Great Woods Center for the Performing Arts |                          |
| 62                  | 17. Juli 1987       | East Rutherford     | Vereinigte Staaten  | Brendan Byrne Arena                        |                          |
| 63                  | 18. Juli 1987       | East Rutherford     | Vereinigte Staaten  | Brendan Byrne Arena                        |                          |
| 64                  | 19. Juli 1987       | East Rutherford     | Vereinigte Staaten  | Brendan Byrne Arena                        |                          |
| 65                  | 20. Juli 1987       | Philadelphia        | Vereinigte Staaten  | Spectrum                                   |                          |
| 66                  | 21. Juli 1987       | Philadelphia        | Vereinigte Staaten  | Spectrum                                   |                          |
| 67                  | 23. Juli 1987       | Clarkston           | Vereinigte Staaten  | Pine Knob Music Theatre                    |                          |
| 68                  | 24. Juli 1987       | Cleveland           | Vereinigte Staaten  | Masonic Auditorium                         |                          |
| 69                  | 25. Juli 1987       | Milwaukee           | Vereinigte Staaten  | Marcus Amphitheater                        | Milwaukee Summerfest ’87 |
| 70                  | 27. Juli 1987       | Cuyahoga Falls      | Vereinigte Staaten  | Blossom Music Center                       |                          |
| 71                  | 28. Juli 1987       | Columbia            | Vereinigte Staaten  | Merriweather Post Pavilion                 |                          |
| Leg 4 – Europa      |                     |                     |                     |                                            |                          |
| 72                  | 29. August 1987     | Hvidovre            | Danemark            | Hvidovre Stadion                           |                          |
| 73                  | 30. August 1987     | Kalvøya             | Norwegen            | Festivalplassen                            | Kalvøyafestivalen        |
| 74                  | 1. September 1987   | Helsinki            | Finnland            | Jäähalli                                   |                          |
| 75                  | 3. September 1987   | Stockholm           | Schweden            | Johanneshovs Isstadion                     |                          |
| 76                  | 6. September 1987   | Göteborg            | Schweden            | Scandinavium                               |                          |
| 77                  | 8. September 1987   | Rotterdam           | Niederlande         | Sportpaleis Ahoy’                          |                          |
| 78                  | 9. September 1987   | Rotterdam           | Niederlande         | Sportpaleis Ahoy’                          |                          |
| 79                  | 11. September 1987  | Berlin              | Deutschland         | Waldbühne                                  |                          |
| 80                  | 12. September 1987  | Bochum              | Deutschland         | Ruhrstadion                                |                          |
| 81                  | 13. September 1987  | Offenbach am Main   | Deutschland         | Stadion am Bieberer Berg                   |                          |
| 82                  | 15. September 1987  | Budapest            | Ungarn              | Hidegkuti Nándor Stadion                   |                          |
| 83                  | 16. September 1987  | Wien                | Osterreich          | Stadthalle                                 |                          |
| 84                  | 18. September 1987  | Verona              | Italien             | Arena                                      |                          |
| 85                  | 19. September 1987  | Locarno             | Schweiz             | Piazza Grande                              |                          |
| 86                  | 21. September 1987  | Basel               | Schweiz             | St. Jakobshalle                            |                          |
| 87                  | 22. September 1987  | Prilly              | Schweiz             | Patinoire de Malley                        |                          |
| 88                  | 23. September 1987  | Straßburg           | Frankreich          | Stade de la Meinau                         |                          |
| 89                  | 24. September 1987  | Lyon                | Frankreich          | Palais des Sports                          |                          |
| 90                  | 26. September 1987  | Toulouse            | Frankreich          | Palais des Sports                          |                          |
| 91                  | 27. September 1987  | San Sebastián       | Spanien             | Velódromo de Anoeta                        |                          |
| 92                  | 28. September 1987  | Madrid              | Spanien             | Palacio de los Deportes                    |                          |
| 93                  | 30. September 1987  | Barcelona           | Spanien             | Palau Municipal d’Esports                  |                          |
| 94                  | 5. Oktober 1987     | Athen               | Griechenland        | Théatro Lykavittoú                         |                          |
| 95                  | 6. Oktober 1987     | Athen               | Griechenland        | Théatro Lykavittoú                         |                          |
| 96                  | 7. Oktober 1987     | Athen               | Griechenland        | Théatro Lykavittoú                         |                          |
| 97                  | 8. Oktober 1987     | Athen               | Griechenland        | Théatro Lykavittoú                         |                          |
| 98                  | 9. Oktober 1987     | Athen               | Griechenland        | Théatro Lykavittoú                         |                          |